# Coppa di Francia 1999 (ciclismo)
La Coppa di Francia di ciclismo 1999, ottava edizione della competizione, si svolse dal 20 febbraio al 30 settembre 1999, in 15 eventi tutti facenti parte del circuito UCI. Fu vinta dall'estone Jaan Kirsipuu della Casino (prima vittoria di un non francese nella competizione), mentre il miglior team fu Française des Jeux.

## Calendario
| Corsa | Data         | Evento                                  | Vincitore          | Squadra               |
| ----- | ------------ | --------------------------------------- | ------------------ | --------------------- |
| 1     | 20 febbraio  | Tour du Haut-Var (1999)                 | Davide Rebellin    | Team Polti            |
| 2     | 21 febbraio  | Classic Haribo (1999)                   | Stuart O'Grady     | Crédit Agricole       |
| 3     | 21 marzo     | Cholet-Pays de Loire (1999)             | Jaan Kirsipuu      | Casino                |
| 4     | 2 aprile     | Route Adélie (1999)                     | Torsten Schmidt    | Gerolsteiner          |
| 5     | 4 aprile     | Grand Prix de la Ville de Rennes (1999) | Max van Heeswijk   | Mapei-Quick Step      |
| 6     | 6 aprile     | Parigi-Camembert (1999)                 | Fabiano Fontanelli | Mercatone Uno-Bianchi |
| 7     | 20 aprile    | La Côte Picarde (1999)                  | Pascal Chanteur    | Casino                |
| 8     | 22 aprile    | Grand Prix de Denain (1999)             | Jeroen Blijlevens  | TVM-Farm Frites       |
| 9     | 25 aprile    | Tour de Vendée (1999)                   | Jaan Kirsipuu      | Casino                |
| 10    | 2 maggio     | Trophée des Grimpeurs (1999)            | Laurent Roux       | Casino                |
| 11    | 29 maggio    | À travers le Morbihan (1999)            | Patrice Halgand    | Festina-Lotus         |
| 12    | 5 giugno     | Classique des Alpes (1999)              | Unai Osa           | Banesto               |
| 13    | 12 settembre | Grand Prix de Fourmies (1999)           | Dimitri Konyshev   | Mercatone Uno-Bianchi |
| 14    | 19 settembre | Grand Prix d'Isbergues (1999)           | Lauri Aus          | Casino                |
| 15    | 30 settembre | Parigi-Bourges (1999)                   | Daniele Nardello   | Mapei-Quick Step      |